# Sandsjöfors
Sandsjöfors is een plaats in de gemeente Nässjö in het landschap Småland en de provincie Jönköpings län in Zweden. De plaats heeft 155 inwoners (2005) en een oppervlakte van 37 hectare.